# Sieghochwasser 1909

Eisenbahnbrücke in Herchen. Eingestürzt durch das Hochwasser der Sieg am 5. Februar 1909

Die „Ueberschwemmung der Sieg im Febr. 1909“ stieg auch fast bis zur Siegbrücke zwischen Sankt Augustin und Siegburg.

Das Sieghochwasser 1909 im Februar war das höchste der vielen Hochwasser der Sieg, zugleich gab es in vielen anderen Landstrichen Deutschlands ebenfalls Hochwasseralarm. Als Auslöser galten umfangreiche Regenfälle, gekoppelt mit schneller Schneeschmelze und einer ungünstigen Witterungskonstellation.

## Beschreibung der Schäden
Nach einem Bericht der Eitorfer Zeitung wurden in der Gemeinde Herchen sämtliche Brücken, mit Ausnahme der an Haus Dernburg, vom Hochwasser weggerissen. Dies betraf die Brücken in Röcklingen, Herchen, die abgebildete Eisenbahnbrücke sowie die Brücken in Stromberg und Troisdorf.
In Eitorf-Merten wurde ein Pfeiler der Eisenbahnbrücke der Siegstrecke unterspült, so dass sich die Gleise absenkten. In Hennef wurde eine Herde von 600 Schafen vom Wasser eingeschlossen, von denen 150 durch Feuerwehr und mutige Bürger gerettet werden konnten.
In Siegburg stand das Siegwasser nach einer Aufnahme des Fotografen Eduard Dickopf bis auf die Frankfurter Straße (ehemalige B8).